# Jeholosaurus
Jeholosaurus ("Jeholský ještěr") byl rod menšího býložravého, ornitopodního dinosaura (případně zástupce kladu Neornithischia). Náležel do čeledi Jeholosauridae, která má v rámci skupiny Ornithopoda spolu s několika dalšími rody bazální (vývojově primitivní) pozici. Pojmenován byl podle svého zařazení v rámci tzv. Jeholské bioty.

## Popis
Jeholosaurus byl objeven roku 2000 v Číně, konkrétně v provincii Liao-ning. Délka prvního objeveného jedince jeholosaura zřejmě činí kolem 70 cm a lebka je dlouhá 6,3 cm. Tento jedinec pravděpodobně nebyl v době své smrti zcela dospělý, ovšem ani v dospělosti nedosahoval délky přes jeden metr. Přesné rozměry však není možné zatím určit.
Délka tří objevených jedinců - mláděte, staršího mláděte a subadultního jedince, činí jen 16 až 62 centimetrů. Jelikož Jeholosaurus byl velmi malým býložravcem, stával se zřejmě často kořistí i menších dravých dinosaurů. Jeholosaurus žil v období rané křídy, před asi 126 miliony let.
Tito malí ptakopánví dinosauři velmi rychle dospívali, pravděpodobně již ve věku kolem 2 let.

## Zařazení
Jeholosaurus spadal do čeledi Jeholosauridae, jeho nejbližším vývojovým příbuzným byl další čínský rod Changchunsaurus. Vzdáleněji vývojově příbuznými taxony byly pak severoamerické rody Thescelosaurus, Oryctodromeus a Fona.

## V populární kultuře
Jeholosaurus se objevuje například v britském dokumentu Planet Dinosaur, ačkoliv se zde objeví jen na krátkou chvíli.